# 영산성지고등학교
영산성지고등학교(靈山聖地高等學校)는 대한민국 전라남도 영광군 백수읍 길용리에 있는 사립 고등학교이다.

## 학교 연혁
- 1975년 3월 7일 : 영산선원 부설 3년제 중등부 고등공민학교 개설
- 1982년 1월 30일 : 고등학교과정 각종학교 설립인가(보통과 3학급)
- 1982년 3월 1일 : 영산성지학교 개교
- 1982년 3월 8일 : 영산성지(고등)학교 제1대 이정근 교장 취임
- 1983년 1월 6일 : 상급학교 입학 학력 인정학교 지정(’84학년도 졸업자부터)
- 1992년 6월 1일 : 지금 학교로 옮김(구 백수동 길룡 분교지 임대사용)
- 1996년 7월 15일 : 학교용지 매입(빌려 사용하던 지금의 학교 땅과 건물)
- 1996년 9월 11일 : 재단법인 원불교에서 학교법인 영산학원으로 설립자 변경
- 1997년 12월 26일 : 특성화고등학교 지정 승인 및 설립(개편)인가
- 1998년 3월 10일 : 영산성지고등학교 개교
- 1998년 5월 30일 : 남녀 기숙사 완공
- 1998년 11월 24일 : 자율학교 시범학교 교육부 지정
- 1998년 12월 23일 : 학교법인 영산성지학원 초대 조연구 이사장 취임
- 1998년 12월 26일 : 학교법인 영산학원에서 영산성지학원으로 설립자 변경
- 2001년 8월 30일 : 새 교사 교실 2층 7실 완공
- 2011년 8월 25일 : 특별교실 및 다목적 강당 준공
- 2020년 3월 1일 : 제8대 신호래 교장 취임
- 2022년 3월 4일 : 학교법인 영산성지학원 제8대 이건열 이사장 취임
- 2022년 11월 21일 : 전남혁신학교 신규 지정(지정기간 2023.3.1. ~ 2027.2.28 4년)
- 2025년 1월 11일 : 제40회 졸업식(총 졸업생 950명)
- 2025년 3월 3일 : 제43회 신입생 및 전·편입생 입학식

## 참고 자료
- 영산성지고등학교 - 한국교육학술정보원 학교알리미